# Beniamino Cavicchioni
 Beniamino Cavicchioni (ur. 27 grudnia 1836, zm. 17 kwietnia 1911) – włoski duchowny rzymskokatolicki, kardynał.

## Życiorys
Delegat apostolski w Ekwadorze (1884-1885). Tytularny arcybiskup  Amida (1884-1894) i Nazianzus (1893-1903). Sekretarz ds. seminariów (1895-1900) i sekretarz (1893-1903) w Kongregacji Soborowej Kreowany kardynałem-prezbiterem  na konsystorzu w 1903. Uczestnik konklawe w 1903.